# Skånes Värsjö
Skånes Värsjö is een plaats in de gemeente Örkelljunga in noorden van het Zweedse landschap Skåne en de provincie Skåne län. De plaats heeft 109 inwoners (2005) en een oppervlakte van 33 hectare. De plaats ontstond aan de spoorweg tussen Åstorp en Markaryd, ook loopt de Europese weg 4 langs het dorp. Skånes Värsjö wordt omringd door zowel landbouwgrond als bos en ligt aan het meer Skinningeholmssjön.
Een groot deel van de huizen in het dorp wordt tegenwoordig gebruikt als vakantiehuis. In het dorp staat het in 1931 ingewijde (kleine) kerkje Värsjö småkyrka.
Örkelljunga · Skånes-Fagerhult · Åsljunga · Eket · Skånes Värsjö · Boalt · Tockarp